# Operace Margarethe

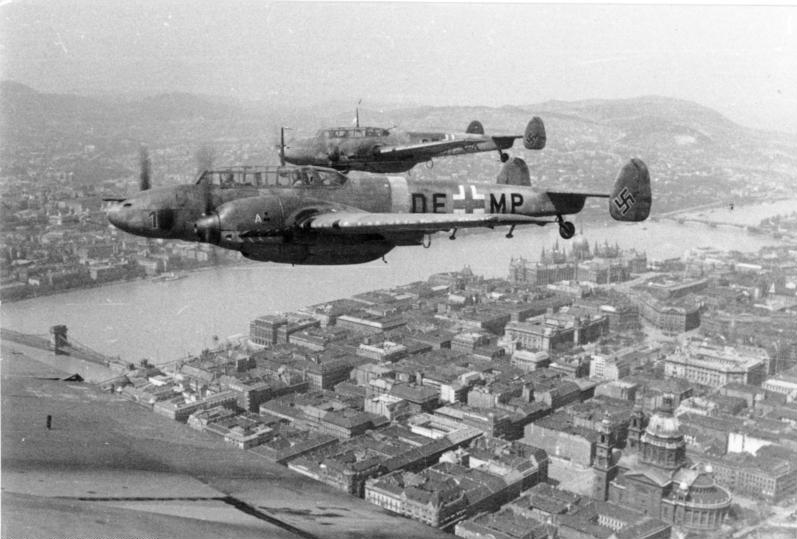
Messerschmitt Bf 110 nad Budapeští

Během druhé světové války naplánovalo nacistické Německo dvě tajné operace s kódovým názvem Margarethe.

## Maďarsko
Operace Margarethe I označuje okupaci Maďarského království německou armádou v březnu 1944. Maďarsko bylo spojencem nacistického Německa, avšak jeho premiér Miklós Kállay vyjednával, s vědomím a souhlasem regenta Miklóse Horthyho, podmínky příměří se Spojenci. Když se o této skutečnosti dozvěděl Adolf Hitler, cítil se být Maďary podveden, a proto nařídil německým jednotkám, aby spustily operaci Margarethe a obsadily klíčové maďarské objekty.
Ještě předtím pozval Hitler Horthyho 15. března 1944 na zámek Klessheim u rakouského Salcburku. Zatímco společně jednali, německá armáda se v tichosti přesunula do Maďarska. Společné setkání posloužilo jako zástěrka k vylákání Horthyho z Maďarska a ponechání maďarské armády bez rozkazů. Jednání trvala až do 18. března, kdy se Horthy vrátil vlakem zpět do Maďarska.
Když dorazil do Budapešti, vítali jej již němečtí vojáci. Bylo mu řečeno, že Maďarsko může zůstat svrchovaným státem pouze pokud odstraní Kállaye z postu premiéra a nahradí jej takovým ministerským předsedou, který bude plně spolupracovat s Německem. V opačném případě by bylo Maďarsko podrobeno plné okupaci. Horthy si uvědomoval, že něco takového by znamenalo dosazení nacistického představitele (gauleiter), který by s Maďarskem zacházel jako s jakoukoli jinou okupovanou nepřátelskou zemí, a proto Německu ustoupil a premiérem jmenoval Döme Sztójaye. Okupace byla naprostým překvapením, díky čemuž byla rychlá a bez krveprolití. Původním plánem bylo demobilizovat maďarskou armádu, ale vzhledem k postupu Rudé armády ze severu a východu a hrozbě britské a americké invaze na Balkáně, se nacisté rozhodli tak neučinit. Namísto toho poslali část maďarské armády bránit průsmyky v Karpatech.

## Rumunsko
Operace Margarethe II byla plánovaná německá invaze do Rumunska v případě, že by se rumunská vláda rozhodla kapitulovat před Sovětským svazem. Rumunsko nakonec skutečně v roce 1944 kapitulovalo, avšak rumunská operace Margarethe nebyla nikdy uskutečněna.